# Міолья
Міолья (італ. Mioglia, ліг. Mieuja) — муніципалітет в Італії, у регіоні Лігурія, провінція Савона.
Міолья розташована на відстані близько 440 км на північний захід від Рима, 45 км на захід від Генуї, 23 км на північ від Савони.
Населення — 522 особи (2014).
Щорічний фестиваль відбувається 30 листопада. Покровитель — Святий Андрій.

## Демографія
Населення за роками:

Станом на 1 січня 2023 року в муніципалітеті офіційно проживало 30 іноземців з 11 країн, серед них 16 громадян країн Євросоюзу та 3 громадяни України.

## Сусідні муніципалітети
- Джузвалла
- Парето
- Понтінвреа
- Сасселло